# Les Ollières-sur-Eyrieux
Les Ollières-sur-Eyrieux település Franciaországban, Ardèche megyében. Lakosainak száma 1020 fő (2022. január 1.). Les Ollières-sur-Eyrieux Dunière-sur-Eyrieux, Pranles, Saint-Michel-de-Chabrillanoux, Saint-Sauveur-de-Montagut és Saint-Vincent-de-Durfort községekkel határos.

## Népesség
A település népességének változása:
| Lakosok száma | 960  | 793  | 769  | 883  | 944  | 970  | 990  | 1006 | 1011 | 1020 |
|               | 1968 | 1982 | 1990 | 2006 | 2013 | 2015 | 2017 | 2019 | 2020 | 2022 |